# Ixodes mitchelli
Ixodes mitchelli (лат.) — вид клещей рода Ixodes из семейства Ixodidae. Южная Азия. Паразитируют на птицах: среди хозяев фазановые, например, гималайский монал (Lophophorus impejanus), снежная куропатка (Lerwa lerwa) и некоторые другие птицы. Вид был впервые описан в 1970 году американским паразитологом Гленом Милтоном Колсом (Glen Milton Kohls, 1905—1986) с соавторами.

## Распространение
Южная Азия: Непал, на высотах от 3790 до 4340 м в альпийском и субальпийском поясах.